# قلیچ محمد حاجی تپه
قلیچ محمد حاجی تپه مربوط به دوران پیش از تاریخ ایران باستان است و در شهرستان رامیان، بخش مرکزی، روستای تاتارسفلی واقع شده و این اثر در تاریخ ۳۰ تیر ۱۳۸۴ با شمارهٔ ثبت ۱۲۲۵۸ به‌عنوان یکی از آثار ملی ایران به ثبت رسیده است.